# Comic-Con Episode IV: A Fan's Hope
Comic-Con Episode IV: A Fan's Hope est un film documentaire américain de 2011 sur le Comic-Con International de San Diego, réalisé par Morgan Spurlock.  
Le film suit cinq thèmes : les dessinateurs de BD en herbe Skip Harvey et Eric Henson ; le marchand de BD Chuck Rozanski, qui tente de vendre une BD à prix élevé ; un groupe de costumiers dirigé par Holly Conrad qui participe au concours de cosplay de la convention ; le fan James Darling, qui prévoit de demander sa petite amie en mariage lors de l'un des nombreux événements de la convention. Le documentaire présente également de brèves interviews de personnalités de la bande dessinée et d'Hollywood qui partagent leurs expériences en tant que fans et leurs sentiments à l'égard de l'événement.